# 庆阳女生跳楼事件
庆阳女生跳楼事件，官方称之为西峰6·20女孩跳楼死亡事件，是指2018年6月20日中华人民共和国甘肃省庆阳市西峰区南大街丽晶百货大楼（现更名为东方丽晶）19岁女子李奕奕（1999年4月25日—2018年6月20日）跳楼自杀身亡事件。

## 事件经过
6月20日下午15时左右，在西峰小什字地下商业步行街服装店做导购的李奕奕爬上百货公司8楼玻璃幕墙外直播，期间不少网民冷嘲热讽，催促其快跳。而围观群众有不少人起哄大喊，“你到底跳不跳啊”“要跳就跳，果断一点”“楼下好热，快跳啊，你到底跳不跳？”。19时15分许，李奕奕挣脱了消防员的手，向消防员道谢后跳楼身亡。

## 自杀原因及后续处理
据报道，死者李奕奕在就读庆阳市第六中学高三（二）班上学期间，于2016年9月5日晚因胃部不适被辅导老师罗进宇安排在公寓楼D栋109宿舍卧床休息，当晚21时许被探视的班主任吴永厚在黑暗中用嘴亲吻其面部、嘴唇和耳朵，并用手摸其后背。事后，李奕奕向学校政教处主任段利智告发吴的行为，并要求“替换掉班主任”，但被他拒绝，只建议李奕奕换班或转学。段利智还在李奕奕明确表示拒绝的情况下，强行安排吴永厚单独在心理辅导室向李奕奕道歉。
之后，李奕奕被诊断患上抑郁症和创伤性应激障碍，四次自杀未遂。但猥亵和抑郁症之间是否有直接因果关系，抑郁症是否是促使李某奕走上八楼并最终跳下来的直接诱因，警方表示还在继续调查中。李将吴诉至法院。但法院认为情节轻微不构成犯罪，2018年3月1日，作出不予起诉的决定。
2017年7月23日庆阳市教育局党委作出决定，降低吴永厚岗位等级，并将其调离教学岗位。跳楼案发生后，吴被注销教师资格证，其家门口被不明人士喷红漆，个人信息和家庭住址也被人肉到网上

。

## 民间传言
根据记者走访市民了解到，学校在事发之后与李奕奕父亲李军明拟签订和解协议并赔偿其35万元，但是到签字当日李军明反悔并要求学校赔偿其100万，学校因为数额巨大无力赔偿并停止一切协商要求李军明走法律途径，导致此事进一步发酵。

## 事后处理
2018年6月25日晚10时许，庆阳市公安局西峰分局召开“西峰6·20女孩跳楼死亡事件”媒体通气会，警方介绍称，已有两名围观群众因妨碍救援被行政拘留，4月24日又确定6名，事件正进一步调查中。
2020年4月10日，吳永厚被依強制猥褻罪判處2年有期徒刑，出獄後3年內禁止從事教育或與未成年人有密切接觸的職業。
许多中国大陆网友认为判刑太轻。李奕奕的父亲李军明表示会继续上诉。
约2020年8月，吴永厚刑满释放，随后李军明对其提起民事诉讼，向其本人以及庆阳市第六中学索赔女儿的医疗、交通、丧葬等费用14万余元（人民币，下同）。根据裁判文书显示，最终判决吴永厚赔偿67556.67元，庆阳市第六中学赔偿16889.17元。

## 关联
- 宁县校园霸凌事件